# Minuartia groenlandica
Minuartia groenlandica är en nejlikväxtart som först beskrevs av Anders Jahan Retzius, och fick sitt nu gällande namn av Carl Hansen Ostenfeld. Minuartia groenlandica ingår i släktet nörlar, och familjen nejlikväxter. Inga underarter finns listade i Catalogue of Life.

## Bildgalleri

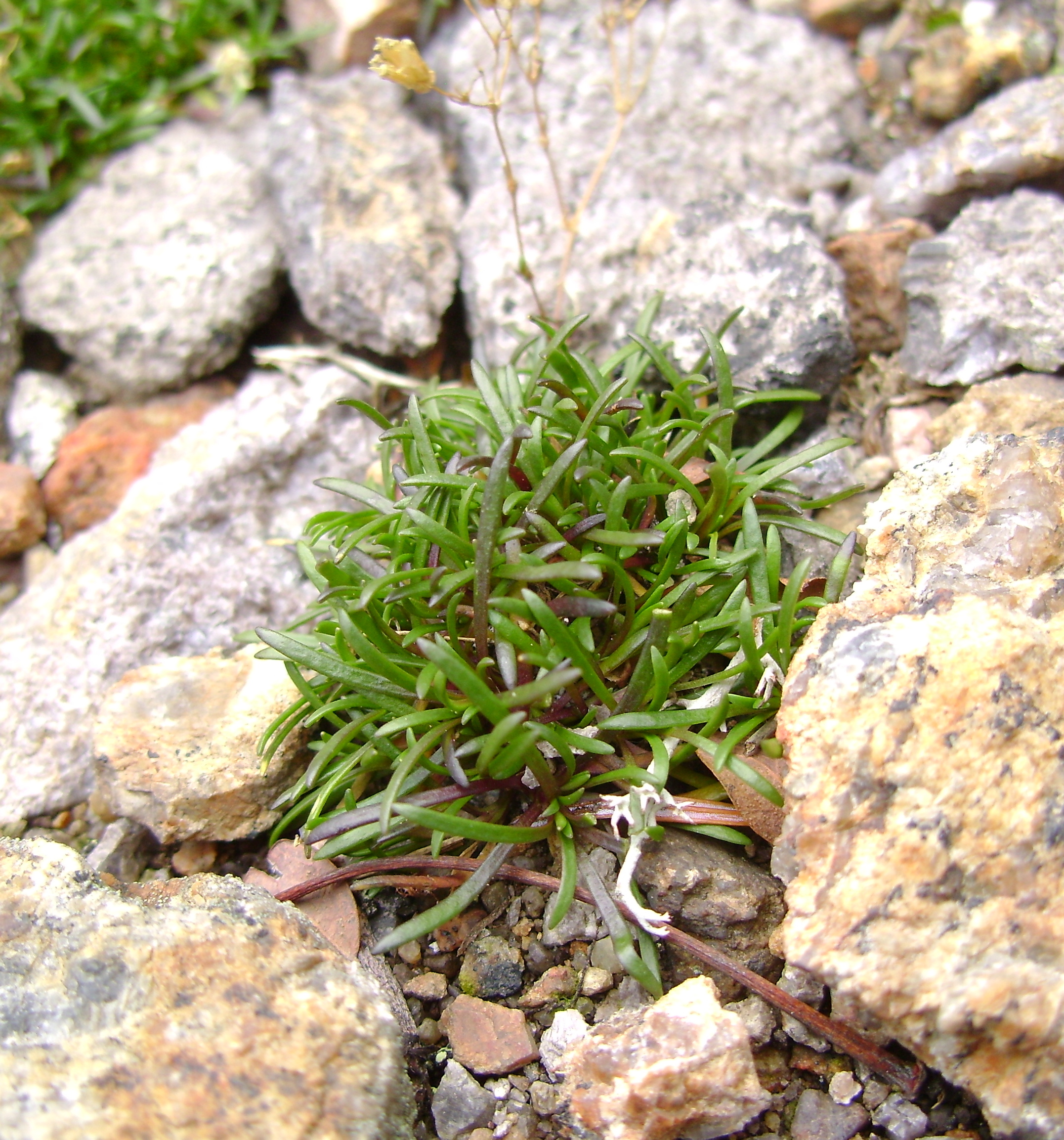